# Georg von Siemens
Georg Siemens, devenu en 1899 Georg von Siemens (1839 - 1901), était un banquier et homme politique prussien. Il fut le premier président de la Deutsche Bank.